# 機動戦士Ζガンダム (PlayStation)
『機動戦士Ζガンダム』（きどうせんしゼータガンダム、MOBILE SUIT Ζ GUNDAM）は、バンダイより1997年12月11日に発売された、同名のアニメ作品を原作とするPlayStation用シューティングゲーム。

## 概要
本作は、テレビアニメ『機動戦士Ζガンダム』のストーリーを再現した3Dシューティングゲームである。メインの「ストーリーモード」では、主人公の「カミーユ編」と「クワトロ編」の2つのシナリオが用意されている。「対戦モード」では、作中のモビルスーツを選択して対CPU戦、もしくは2P戦で一騎討ちを行うことができる。なお、2Pで対戦する場合は、もう1台のPlayStation本体とテレビと通信ケーブルが必要となる。

## 登場機体・キャラクター
| エゥーゴ               |                                         |                      |
| キャラクター           | 機体                                    | 備考                 |
| カミーユ・ビダン       | RX-178 ガンダムMk-II (エゥーゴ仕様)     |                      |
| カミーユ・ビダン       | RMS-099 リック・ディアス                |                      |
| カミーユ・ビダン       | MSZ-006 Ζガンダム                       |                      |
| クワトロ・バジーナ     | RMS-099 リック・ディアス                |                      |
| クワトロ・バジーナ     | RX-178 ガンダムMk-II (エゥーゴ仕様)     |                      |
| クワトロ・バジーナ     | MSN-00100 百式                          |                      |
| アムロ・レイ           | RMS-099 リック・ディアス                |                      |
| アムロ・レイ           | RX-178 ガンダムMk-II (エゥーゴ仕様)     |                      |
| アムロ・レイ           | MSZ-006 Ζガンダム                       |                      |
| エマ・シーン           | RMS-099 リック・ディアス                |                      |
| エマ・シーン           | RX-178 ガンダムMk-II (エゥーゴ仕様)     |                      |
| ティターンズ           |                                         |                      |
| キャラクター           | 機体                                    | 備考                 |
| ジェリド・メサ         | RMS-106 ハイザック                      |                      |
| ジェリド・メサ         | RMS-117 ガルバルディβ                   |                      |
| ジェリド・メサ         | RMS-108 マラサイ                        |                      |
| ジェリド・メサ         | RX-110 ガブスレイ                       |                      |
| ジェリド・メサ         | RX-160 バイアラン                       |                      |
| ジェリド・メサ         | NRX-055 バウンド・ドック                |                      |
| カクリコン・カクーラー | RX-178 ガンダムMk-II (ティターンズ仕様) |                      |
| カクリコン・カクーラー | RMS-106 ハイザック                      |                      |
| カクリコン・カクーラー | RMS-108 マラサイ                        |                      |
| ライラ・ミラ・ライラ   | RMS-117 ガルバルディβ                   |                      |
| ライラ・ミラ・ライラ   | RMS-106 ハイザック(連邦軍仕様)          |                      |
| パプテマス・シロッコ   | PMX-000 メッサーラ                      |                      |
| パプテマス・シロッコ   | PMX-003 ジ・O                           |                      |
| ブラン・ブルターク     | NRX-044 アッシマー                      |                      |
| ロザミア・バダム       | ORX-005 ギャプラン                      |                      |
| ロザミア・バダム       | NRX-055 バウンド・ドック                |                      |
| フォウ・ムラサメ       | MRX-009 サイコガンダム                  |                      |
| マウアー・ファラオ     | RX-110 ガブスレイ                       |                      |
| ヤザン・ゲーブル       | ORX-005 ギャプラン                      |                      |
| ヤザン・ゲーブル       | RX-139 ハンブラビ                       |                      |
|                        | MS-07H グフ飛行試験型                   | CPU専用の機体        |
| アクシズ               |                                         |                      |
| キャラクター           | 機体                                    | 備考                 |
| ハマーン・カーン       | AMX-004 キュベレイ                      |                      |
| 隠しMS                 |                                         |                      |
| キャラクター           | 機体                                    | 備考                 |
| コウ・ウラキ           | RX-78-GP01FB ガンダムGP01FB             | 対戦モード専用の機体 |
| アナベル・ガトー       | RX-78-GP02A ガンダムGP02                | 対戦モード専用の機体 |

## 評価
電撃PlayStationDPSソフトレビューでは85、85の170点。レビュアーはアニメは新規のもので各CDにストーリーモードが1つずつ収録されボリュームがある、一方で画面分割で対戦したかった、攻撃方法が少ない、セーブ関連のシステムは納得がいかない部分もあるがガンダムゲームとしてはファンなら満足できるとした5。